# Dům U Zvonu (Plzeň)
Dům U Zvonu (plným názvem Dům U Zlatého zvonu) byl komplex bytových domů stojící v centru Plzně. Jeho novější část byla vybudována v letech 1871 až 1873 a jednalo se tehdy o největší bytovou stavbu ve městě. V domě v letech 1881 až 1891 provozoval svou elektrikářskou dílnu technik a konstruktér František Křižík. Roku 2002 byl výrazně poškozen při masivních letních povodních a koncem srpna téhož roku byl odstřelen.

## Dějiny budovy
Na původní parcele stál asi od roku 1320 špitál vybudovaný za městskými hradbami, nedaleko Pražské brány, plzeňským měšťanem Konrádem z Dobřan. Špitál byl vysvěcen 15. srpna 1321 a předán do správy řádu německých křížovníků. Od roku 1331 je u špitálu připomínána kaple sv. Máří Magdaleny a přilehlý hřbitov. Stavba byla pak během dalších staletí opakovaně přestavována či obnovována kvůli častým požárům či obléhání husitskými vojsky či během třicetileté války.
Kaple se hřbitovem pak byla v rámci reforem Josefa II. roku 1783 zrušena a pozemek uvolněn pro výstavbu domů. Pozemek následně zakoupil zvonař Josef Perner, který nechal stavebně upravit někdejší kapli sv. Máří Magdaleny na dům se zvonařskou dílnou. Dle jeho řemesla také dům dostal své jméno, Dům u Zlatého zvonu. V letech 1871 až 1873 byl pak pozemek doplněn souborem činžovních pavlačových domů v majetku nadporučíka Františka Wanky, které postavila firma stavitele Eduarda Jahla. Jednalo se o kapacitně největší bytovou stavbu, která tehdy ve městě stála. V útrobách domu si roku 1881 otevřel svou elektrotechnickou dílnu konstruktér a vynálezce František Křižík a následně zde probíhala výroba mj. obloukových lamp Křižíkovy konstrukce. Roku 1891 pak Křižík svou firmu výrazně rozšířil a přesunul do nových výrobních prostor v pražském Karlíně.
Vzhledem k příhodné poloze v centru města se již koncem 19. století objevily plány na koupi domu městem a vybudování nové městské kulturní instituce, k čemuž však nakonec nedošlo. Roku 1936 byla na starším domě U Zvonu Křižíkovi (ještě za jeho života) odhalena kovová pamětní deska. Tento dům následně zanikl během německé okupace Čech, Moravy a Slezska po explozi letecké pumy během náletu na Plzeň 20. prosince 1944 americkou 15. leteckou armádou. Domovní blok pak již nikdy nebyl stavebně doplněna, a to ani po iniciativě z roku 1996 v kombinaci s vybudováním prostor pro Západočeskou galerii. Křižíkova deska zůstala nepoškozena a později byla přesunuta na Křižíkův pomník v nedalekých Křižíkových sadech. Roku 1978 byla okolo domu vybudována točna městské tramvajové sítě.
Dům, stojící na ostrohu řek Mže a Radbuzy, nedaleko od jejich soutoku v Berounku, byl následně silně poškozen extrémní povodní v létě 2002, kdy došlo k zaplavení celé parcely, na které se nacházel, a podmáčení základů, což narušilo jeho statiku. Z důvodu možného obecného ohrožení bylo blízké okolí domu vyklizeno a 30. srpna 2002 pak došlo k jeho odstřelu pomocí 300 kg výbušnin. Ačkoliv se po jeho zániku znovu objevily plány zbudovat zde nové sídlo Západočeské galerie, prostor byl posléze přetvořen na park s několika lavičkami a zelení.
V domě se roku 1890 také narodil pozdější experimentální fyzik a průkopník televizního vysílání Jaroslav Šafránek.

## Architektura stavby
Komplex činžovních domů byl vystavěn z letech 1871 až 1873 na pozemku o přiblížném půdorysu čtverce jakožto samostatný domovní blok. Ve spodních prostorách se původně nacházely dílny a komerční prostory, ve vyšších patrech potom byty. Přístup k bytům byl veden přes pavlače ve dvoře, vedené po celém jeho obvodu.